# Sacy Sand

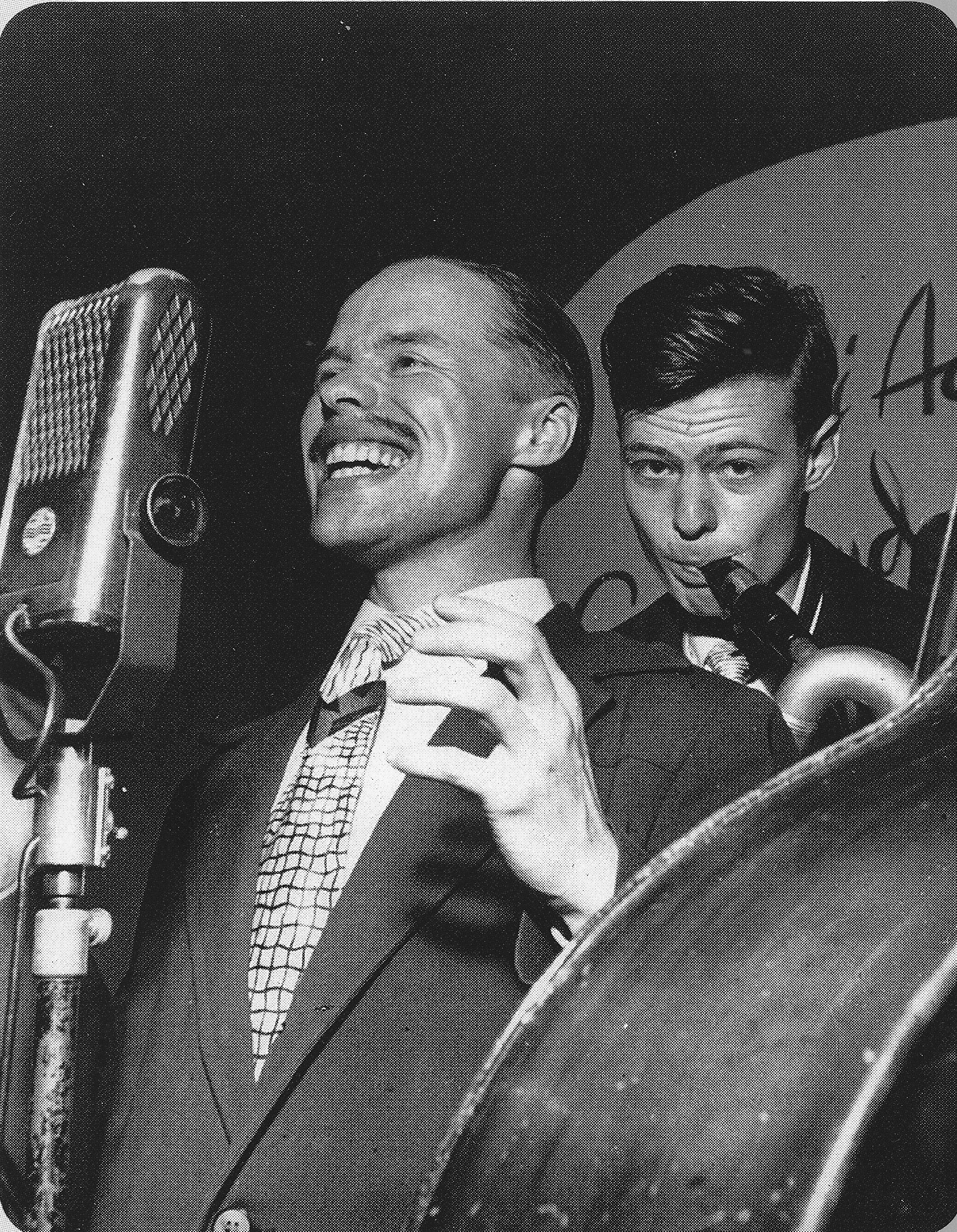
Sacy Sand (1951).

Sacy Sand (egentligen Rolf Rainer Sigurd Sandqvist, född 9 juni 1927 i Karleby, död där 15 november 1985, var en finländsk musiker och bandledare. Han var den afro-kubanska populärmusikens banbrytare i Finland. 
Den bildkonstnärligt och musikaliskt begåvade Sacy Sand utbildade sig under slutet av 1940-talet till reklamgrafiker och bildkonstnär vid Ateneum, men han hade vid sidan om verkat som jazzinriktad sångare, trumslagare och kontrabasist, först i den Jakobstadsbördige tenorsaxofonisten Lars "Encko" Enqvists sextett, och senare mer professionellt i bland annat Leo Lindbloms och Osmo Aaltos kända orkestrar. 
Under slutet av 1940-talet fattade Sacy Sand tycke för den afro-kubanska musiken, som vid denna tid blev världskänd via namn som orkesterledaren Pérez Prado och sångaren Benny Moré. Han började bygga kubanska rytminstrument, studerade den kubanska dansmusikens rytmbehandling samt spanska språket. En bidragande orsak var även att Sacy Sand anställdes som sångsolist och saxofonist i dansorkestern Rytmi-Veikot, där de latinamerikanska rytmerna, som nu kommit på modet, fick en viktig plats. 
Sacy Sand medverkade med orkestern i kortfilmen "Etelän rytmejä" (Suomi-Filmi 1950) och bland annat i de första tv-sändningarna i Finland, som gjordes 1955. Därefter kom Sacy Sand vid sidan om reklamgrafikerarbete att medverka bland annat i Jorma Weneskoskis och Olli Hämes orkestrar för att 1957 bilda egen orkester, som specialiserade sig på latinamerikansk och afro-kubansk dansmusik, denna uppträdde bland annat på Adlon i Helsingfors. Hans fru Ulla hade med signaturen "Ulla Sand" översatt ett flertal latinamerikanska stycken till finska för makens grammofoninspelningar. Sacy Sand skrev även artiklar om latinamerikansk populärmusik i jazztidskriften Rytmi. 
Vid ingången av 1960-talet hade dock det största intresset för latinamerikansk och afro-kubansk dansmusik dalat i Finland, då nya dansstilar som twist och tango vunnit terräng. Sacy Sand skadades allvarligt i en bilolycka 1961, vilket utöver hälsoproblem gjorde att han drog sig tillbaka från musikeryrket. År 1974 flyttade han tillbaka till Karleby, verkade som bildkonstnär och uppträdde sporadiskt som sångsolist i lokala sammanhang. Han erhöll statens konstnärspension mot slutet av sitt liv. 
Sacy Sands insatser återupptäcktes under 1980-talet, då den afro-kubanska musiken fick ett nytt uppsving i Finland med bland annat en årlig vinterkarneval i hotell Hesperia och prominenta kubanska orkesterbesök. Om Sacy Sand och det rätt stora intresset för afro-kubansk musik i Finland kan man läsa i Pertti Luhtalas historik över den afro-kubanska populärmusiken; Rumbakuninkaista salsatähtiin (1997). År 2009 utgavs en CD-skiva med drygt tjugo inspelningar av Sacy Sand mellan åren 1950–1958.